# Itata (tỉnh)
Tỉnh Itata là một trong ba tỉnh của vùng Ñuble; thủ phủ tỉnh là Quirihue.

## Xã
- Quirihue (11.429)
- Cobquecura (1.493)
- Ninhue (5.738)
- Treguaco (5.296)
- Portezuelo (4.953)
- Coelemu (16.082)
- Ránquil  (5.683)